# Lijst van nummer 1-hits in de Radio 2 Top 30 in 2022
Deze hits stonden in 2022 op nummer 1 in de Vlaamse Radio 2 Top 30.
| Nummer | Datum        | Artiest               | Titel                    |
| ------ | ------------ | --------------------- | ------------------------ |
| 804    | 1 januari    | Angèle                | Bruxelles je t'aime      |
|        | 8 januari    | Angèle                | Bruxelles je t'aime      |
| 801    | 15 januari   | Adele                 | Easy on Me               |
| 804    | 22 januari   | Angèle                | Bruxelles je t'aime      |
| 805    | 29 januari   | MEAU                  | Dat heb jij gedaan       |
|        | 5 februari   | MEAU                  | Dat heb jij gedaan       |
| 806    | 12 februari  | Metejoor              | Dit is wat mijn mama zei |
|        | 19 februari  | Metejoor              | Dit is wat mijn mama zei |
|        | 26 februari  | Metejoor              | Dit is wat mijn mama zei |
|        | 5 maart      | Metejoor              | Dit is wat mijn mama zei |
|        | 12 maart     | Metejoor              | Dit is wat mijn mama zei |
|        | 19 maart     | Metejoor              | Dit is wat mijn mama zei |
|        | 26 maart     | Metejoor              | Dit is wat mijn mama zei |
|        | 2 april      | Metejoor              | Dit is wat mijn mama zei |
|        | 9 april      | Metejoor              | Dit is wat mijn mama zei |
|        | 16 april     | Metejoor              | Dit is wat mijn mama zei |
|        | 23 april     | Metejoor              | Dit is wat mijn mama zei |
|        | 30 april     | Metejoor              | Dit is wat mijn mama zei |
|        | 7 mei        | Metejoor              | Dit is wat mijn mama zei |
|        | 14 mei       | Metejoor              | Dit is wat mijn mama zei |
|        | 21 mei       | Metejoor              | Dit is wat mijn mama zei |
|        | 28 mei       | Metejoor              | Dit is wat mijn mama zei |
| 807    | 4 juni       | Harry Styles          | As It Was                |
| 808    | 11 juni      | Metejoor & Snelle     | Kijk ons nou             |
|        | 18 juni      | Metejoor & Snelle     | Kijk ons nou             |
| 807    | 25 juni      | Harry Styles          | As It Was                |
|        | 2 juli       | Harry Styles          | As It Was                |
|        | 9 juli       | Harry Styles          | As It Was                |
|        | 16 juli      | Harry Styles          | As It Was                |
|        | 23 juli      | Harry Styles          | As It Was                |
|        | 30 juli      | Harry Styles          | As It Was                |
| 809    | 6 augustus   | Camille               | Geen tranen meer over    |
| 807    | 13 augustus  | Harry Styles          | As It Was                |
|        | 20 augustus  | Harry Styles          | As It Was                |
| 808    | 27 augustus  | Metejoor & Snelle     | Kijk ons nou             |
| 810    | 3 september  | Pommelien Thijs       | Ongewoon                 |
| 809    | 10 september | Camille               | Geen tranen meer over    |
| 807    | 17 september | Harry Styles          | As It Was                |
|        | 24 september | Harry Styles          | As It Was                |
|        | 1 oktober    | Harry Styles          | As It Was                |
|        | 8 oktober    | Harry Styles          | As It Was                |
| 811    | 15 oktober   | Goldband              | Noodgeval                |
|        | 22 oktober   | Goldband              | Noodgeval                |
|        | 29 oktober   | Goldband              | Noodgeval                |
|        | 5 november   | Goldband              | Noodgeval                |
| 812    | 12 november  | Camille               | In de regen              |
|        | 19 november  | Camille               | In de regen              |
|        | 26 november  | Camille               | In de regen              |
| 813    | 3 december   | Metejoor & Hannah Mae | Wat wil je van mij       |
|        | 10 december  | Metejoor & Hannah Mae | Wat wil je van mij       |
| 814    | 17 december  | Taylor Swift          | Anti-Hero                |
|        | 24 december  | Taylor Swift          | Anti-Hero                |
|        | 31 december  | Taylor Swift          | Anti-Hero                |